# مردی که خدا را ترسیم کرد
مردی که خدا را ترسیم کرد (انگلیسی: The Man Who Drew God) یک فیلم درام جنایی رو به اکران به کارگردانی فرانکو نرو با بازی نرو، کوین اسپیسی و فی داناوی است. این اولین نقش اسپیسی پس از انتشار اتهامات علیه او در سال ۲۰۱۷ است. به گزارش ورایتی، این فیلم دربارهٔ یک هنرمند نابینا است که می‌تواند مردم را از صدای آنها ترسیم کند و به اشتباه متهم به آزار جنسی یک کودک می‌شود. نرو در نقش یک هنرمند نابینا، اسپیسی در نقش کارآگاه پلیس، و داناوی در نقش معلم خط بریل که دوست قدیمی هنرمند است، در این فیلم نقش‌آفرینی می‌کنند.
این فیلم در روسیه در قالب ویدئو به‌درخواست در تاریخ ۲۱ نوامبر ۲۰۲۲ منتشر شد و نخستین نمایش ایتالیایی آن در جشنواره فیلم تورین بود. این فیلم قرار است در ۲ مارس ۲۰۲۳ در ایتالیا منتشر شود.

## بازیگران
- فرانکو نرو در نقش امانوئل[۵]
- کوین اسپیسی
- فی داناوی
- رابرت داوی
- استفانیا روکا

## تولید
در ۲۳ می ۲۰۲۱، ای‌بی‌سی نیوز گزارش داد که اسپیسی و ونسا ردگریو، همسر نرو، در این فیلم بازی خواهند کرد و به زودی در ایتالیا فیلمبرداری خواهد شد. هنگام انتخاب اسپیسی، نرو به برنامه گفت: «بسیار خوشحالم که کوین موافقت کرد در فیلم من شرکت کند. من او را بازیگر بزرگی می‌دانم و بی صبرانه منتظر شروع فیلم هستم.» بعداً در همان روز، لویی نرو، تهیه‌کننده به ورایتی گفت که نقش‌های اسپیسی و ردگریو کوچک هستند، در حالی که نقش شخصیت اصلی را فرانکو نرو بازی می‌کند و ظاهر ردگریو نهایی نشده‌است، اما بستگی به این دارد که آیا او بتواند از انگلیس به ایتالیا سفر کند یا خیر. در ۲۶ می، ردگریو اعلام کرد که این نقش را رد کرده‌است. در ۷ ژوئیه ۲۰۲۱، ورایتی گزارش داد که ردگریو توسط داناوی جایگزین شده‌است و این فیلم در جشنواره کن مارشه دو فیلم فروخته می‌شود. به نقل از لوئیس نرو، «ما علاقه زیادی از سوی خریداران در سراسر جهان داریم. جنجال‌های پیرامون این فیلم جذابیت زیادی ایجاد کرده‌است… این از نظر من برای فیلم خوب بود.» فیلمبرداری از ۲۸ مه تا ۳ ژوئیه ۲۰۲۱ در تورین انجام شد.

## انتشار
این فیلم در روسیه در قالب ویدئو به‌درخواست در تاریخ ۲۱ نوامبر ۲۰۲۲ منتشر شد. نخستین نمایش ایتالیایی آن در تورین همراه با جشنواره فیلم تورین در ۵ دسامبر ۲۰۲۲ بود. این فیلم قرار است در ۲ مارس ۲۰۲۳ در ایتالیا منتشر شود.